# Niecierpliwi
Niecierpliwi – powieść Zofii Nałkowskiej, w całości opublikowana po raz pierwszy w 1938.
Pracę nad powieścią autorka rozpoczęła w 1936 (w Dziennikach jest na ten temat zapis pod datą 8 marca). Pierwotnie powieść nosić miała tytuł Czarna godzina, ale Nałkowska obawiała się negatywnej reakcji odbiorców na tak ponury tytuł. Mimo to pierwsza publikacja rozdziału w Wiadomościach Literackich odbyła się pod tym właśnie tytułem. W kwietniu 1937 powieść była ukończona w wersji rękopisu. Pod koniec tego roku rozpoczęła się publikacja powieści we fragmentach w Epoce i Wiadomościach Literackich. Całość w odcinkach publikowana była w Gazecie Polskiej w 1938 (numery 221-296). Pierwsze wydanie książkowe nastąpiło w 1939 (Książnica-Atlas, Warszawa-Lwów). Powieść publikowana w Gazecie Polskiej znacząco różniła się od wydania książkowego, co do konstrukcji utworu (m.in. usunięto wywód genealogiczny rodziny Szpotawych, nie wyjawiono także w pierwszym rozdziale rozwiązania treści książki). Wydanie z 1939 nie znalazło większego uznania krytyki. Następne wydania nastąpiły w latach: 1946, 1956 (w Pismach wybranych), 1958 (Biblioteka XX-lecia), 1964 (seria Głowy Wawelskie) i 1978.